# Communauté de communes du Quercy Rouergue et des Gorges de l'Aveyron
La communauté de communes du Quercy Rouergue et des Gorges de l'Aveyron est une communauté de communes française, principalement située dans le département de Tarn-et-Garonne et la région Occitanie, à l'exception de la commune de Montrosier qui est située dans le département du Tarn. Son acronyme est CCQRGA.
Elle fait partie du Pays Midi-Quercy.

## Historique
Créée le 23 décembre 1997

## Territoire communautaire

### Géographie
Située au nord-est  du département de Tarn-et-Garonne, la communauté de communes du Quercy Rouergue et des gorges de l'Aveyron regroupe 17 communes et présente une superficie de 462,8 km2.

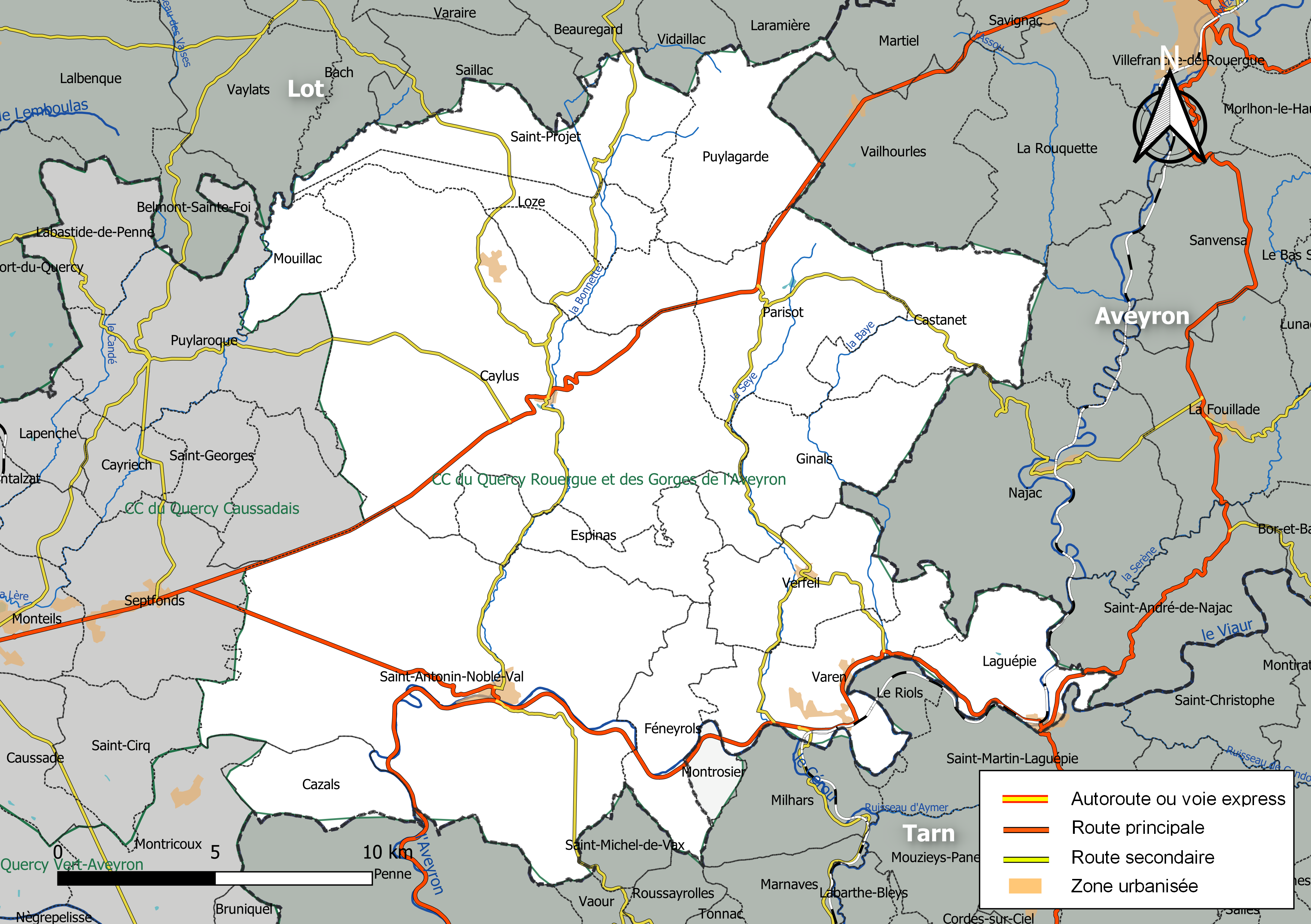
Carte de la communauté de communes du Quercy Rouergue et des gorges de l'Aveyron au 1er janvier 2019.

### Composition
La communauté de communes est composée des 17 communes suivantes :

| Nom                             | Code Insee | Gentilé          | Superficie (km2) | Population (dernière pop. légale) | Densité (hab./km2) |
| ------------------------------- | ---------- | ---------------- | ---------------- | --------------------------------- | ------------------ |
| Saint-Antonin-Noble-Val (siège) | 82155      | Saint-Antoninois | 105,46           | 1 951 (2022)                      | 18                 |
| Castanet                        | 82029      | Castanetois      | 22,07            | 275 (2022)                        | 12                 |
| Caylus                          | 82038      | Caylusiens       | 97,45            | 1 463 (2022)                      | 15                 |
| Cazals                          | 82041      | Cazalais         | 11,73            | 240 (2022)                        | 20                 |
| Espinas                         | 82056      | Espinasais       | 16,15            | 210 (2022)                        | 13                 |
| Féneyrols                       | 82061      | Féneyrolais      | 14,88            | 164 (2022)                        | 11                 |
| Ginals                          | 82069      | Ginalois         | 24,15            | 195 (2022)                        | 8,1                |
| Lacapelle-Livron                | 82082      | Livronais        | 13,79            | 207 (2022)                        | 15                 |
| Laguépie                        | 82088      | Guépiens         | 14,86            | 653 (2022)                        | 44                 |
| Loze                            | 82100      | Lozais           | 11,05            | 121 (2022)                        | 11                 |
| Montrosier                      | 81184      | Montrozériens    | 3,39             | 34 (2022)                         | 10                 |
| Mouillac                        | 82133      | Mouillacois      | 9,08             | 91 (2022)                         | 10                 |
| Parisot                         | 82137      | Parisotins       | 27,86            | 559 (2022)                        | 20                 |
| Puylagarde                      | 82147      | Puylagardais     | 23,14            | 345 (2022)                        | 15                 |
| Saint-Projet                    | 82172      | Saint-Projetois  | 26,14            | 288 (2022)                        | 11                 |
| Varen                           | 82187      | Varennois        | 23,13            | 646 (2022)                        | 28                 |
| Verfeil                         | 82191      | Verfeillais      | 18,46            | 406 (2022)                        | 22                 |

### Démographie
| 1999 | 2007  | 2011  |
| ---- | ----- | ----- |
| -    | 7 851 | 7 744 |

## Administration et politique

### Conseil communautaire
Les 38 délégués sont ainsi répartis selon un accord local dont la règle est :
- 2 délégués pour les communes de 0 à 1000 habitants
- 4 délégués pour les communes de plus de 1000 habitants

| Nombre de délégués | Communes                        |
| ------------------ | ------------------------------- |
| 4                  | Caylus, Saint-Antonin-Noble-Val |
| 2                  | Les autres communes             |

### Liste des Présidents successifs
| Période                                  | Période          | Identité       | Étiquette | Qualité                                    |
| ---------------------------------------- | ---------------- | -------------- | --------- | ------------------------------------------ |
| ?                                        | 2001 (démission) | Jean Willaume  |           | Maire de Parisot (1993-2005)               |
| 2001                                     | 2020             | André Massat   | PS        | Maire de Varen                             |
| 2020                                     | En cours         | Gilles Bonsang |           | Ancien maire, conseiller municipal de Loze |
| Les données manquantes sont à compléter. |                  |                |           |                                            |

### Election des vice-présidents
A l’été 2020, l’élection d’un vice président est mise en cause par des membres du conseil communautaire ainsi que par des habitants de Caylus, commune de la CCQRGA. En effet, c’est un conseiller municipal de la liste minoritaire de Caylus qui est élu premier vice-président chargé de l’économie. Le président de la communauté de communes, Gilles Bonsang, argue que l’élection à un poste de vice-président d’un élu ayant perdu les élections municipales n’est pas contraire à la loi. La partie adverse explique qu’il s’agit de respecter l’esprit de la démocratie en reconnaissant le vote des électeurs de Caylus. Ainsi, Serge Regourd, élu de Laguépie, conseiller régional et spécialiste de droit public dénonce l’irrégularité de l’élection du vice-président à l’économie, le mépris de l’intérêt général et du service public. Lors d’un conseil communautaire, Gilles Bonsang menace d’user de son pouvoir de police afin de mettre fin au débat, menace jugée abusive par Serge Regourd. Le maire de Caylus, Vincent Cousi, informe le préfet Pierre Besnard de la situation,.